# Galium cracoviense
Galium cracoviense är en måreväxtart som beskrevs av Friedrich Ehrendorfer. Galium cracoviense ingår i släktet måror, och familjen måreväxter. IUCN kategoriserar arten globalt som sårbar. Inga underarter finns listade i Catalogue of Life.